# 比布駅
比布駅（ぴっぷえき）は北海道上川郡比布町西町2丁目にある北海道旅客鉄道（JR北海道）宗谷本線の駅である。事務管理コードは▲121806。電報略号はヒフ。駅番号はW34。

## 歴史
北海道官設鉄道天塩線（現：宗谷本線）の永山駅 - 蘭留駅間が1898年（明治31年）11月25日に開通した際に、一般駅として開設された。初代駅舎はこの年8月25日に完成した。当駅の設置は比布原野の急速な発展に寄与し、1906年（明治39年） に比布村（現：比布町）が鷹栖村（現：鷹栖町）から分村独立する遠因ともなった。1934年（昭和9年）11月には母屋が改築され、2015年（平成27年）まで使用された駅舎はこの時のものであった。
しかし、国鉄の合理化政策を背景に、1978年（昭和53年）12月に貨物の取り扱い、1984年（昭和59年）2月に荷物の取り扱いがそれぞれ廃止となるなどの業務縮小がなされ、1984年（昭和59年）11月には無人化された。このとき乗車券販売の簡易委託を受けた町内の時計店主人が1987年（昭和62年）7月に喫茶店を駅舎内で開業したが、これも2010年（平成22年）6月で閉店し、完全無人駅となった。
2015年（平成27年）に開業時からの初代駅舎老朽化に伴い、初代駅舎は供用を終了した。初代駅舎の所有者であったJR北海道は、当初大幅に規模を縮小して新築する方針であったが、比布町では当駅を中心市街地活性化の拠点となる交流スペースと位置づけ、翌2016年（平成28年）には比布町により、旧駅舎をモチーフに交流スペースを兼ねた現駅舎が新築され、供用を開始している。

### 年表
- 1898年（明治31年）
  - 8月25日：初代駅舎完成[4]。
  - 11月25日：北海道官設鉄道天塩線永山駅 - 蘭留駅間延伸開業にともない開業[9][1]。一般駅[3]。駅員は12名配置[4]。
- 1905年（明治38年）4月1日：鉄道作業局に移管[3]。
- 1912年（大正元年）9月21日：線名改称に伴い宗谷線の駅となる。
- 1914年（大正3年）：王子製紙苫小牧工場により愛別伐採林の石狩川流送木材陸揚網羽から当駅土場へ馬車軌道敷設。
- 1919年（大正8年）10月20日：線名改称に伴い宗谷本線の駅となる。
- 1922年（大正11年）：石北線開通により王子製紙の木材流送及び馬車軌道廃止[8]。
- 1934年（昭和9年）11月：駅本屋改築[4][9]。
- 1949年（昭和24年）6月1日：公共企業体である日本国有鉄道（国鉄）に移管。
- 1953年（昭和28年）：同年、荒荷線新設、下りホームを蘭留方に移設・延長[注釈 1]、待合室増築、の改良[9][4]。
- 1954年（昭和29年）9月5日：待合室内において鉄道弘済会の売店が営業開始[9][4]。
- 1955年（昭和30年）1月31日：跨線橋完成[9][4]。
- 1965年（昭和40年）10月：構内4番線（貨物線）新設[9]。同時に信号機を色灯式にし、構内旭川方・稚内方各2か所の転轍詰所を設置[9]。
- 1968年（昭和43年）
  - 1月：通票閉塞方式から連鎖閉塞方式に切替[9]。
  - 5月24日：北海道開道100年を記念し、構内にサクラ30本を植える[9]。
  - 同年：当駅開駅70年を記念し、当時の駅長が駅舎ホーム側に掲げる看板を作成[8]。
- 1969年（昭和44年）8月：構内4番線に宇部興産（現：UBE）のセメントサイロを新設し、苫小牧からのセメント輸送を開始[9]。
- 1970年（昭和45年）
  - 1月：構内4番線に協同飼料の飼料中継保管庫を設置[9]。
  - 4月30日：経営悪化のためこの日限りで鉄道弘済会の売店営業終了[9][4]。
- 1973年（昭和48年）：同年以降、前述の宇部興産セメントサイロ、協同飼料倉庫が相次いで撤退[9]。
- 1975年（昭和50年）9月16日：比布町議会で貨物取扱廃止撤回の要望決議[9]。
- 1976年（昭和51年）7月：駅前広場に自転車置き場新設[9]。1977年の比布駅と周囲約750m範囲。上が名寄方面。国鉄型配線の千鳥式ホーム2面3線とその外側に貨物用副線1本、駅舎横の旭川側に貨物積卸場と引込み線及びストックヤード。駅裏にもストックヤードがある。木材と石炭が野積みされている。国土交通省 国土地理院 地図・空中写真閲覧サービスの空中写真を基に作成

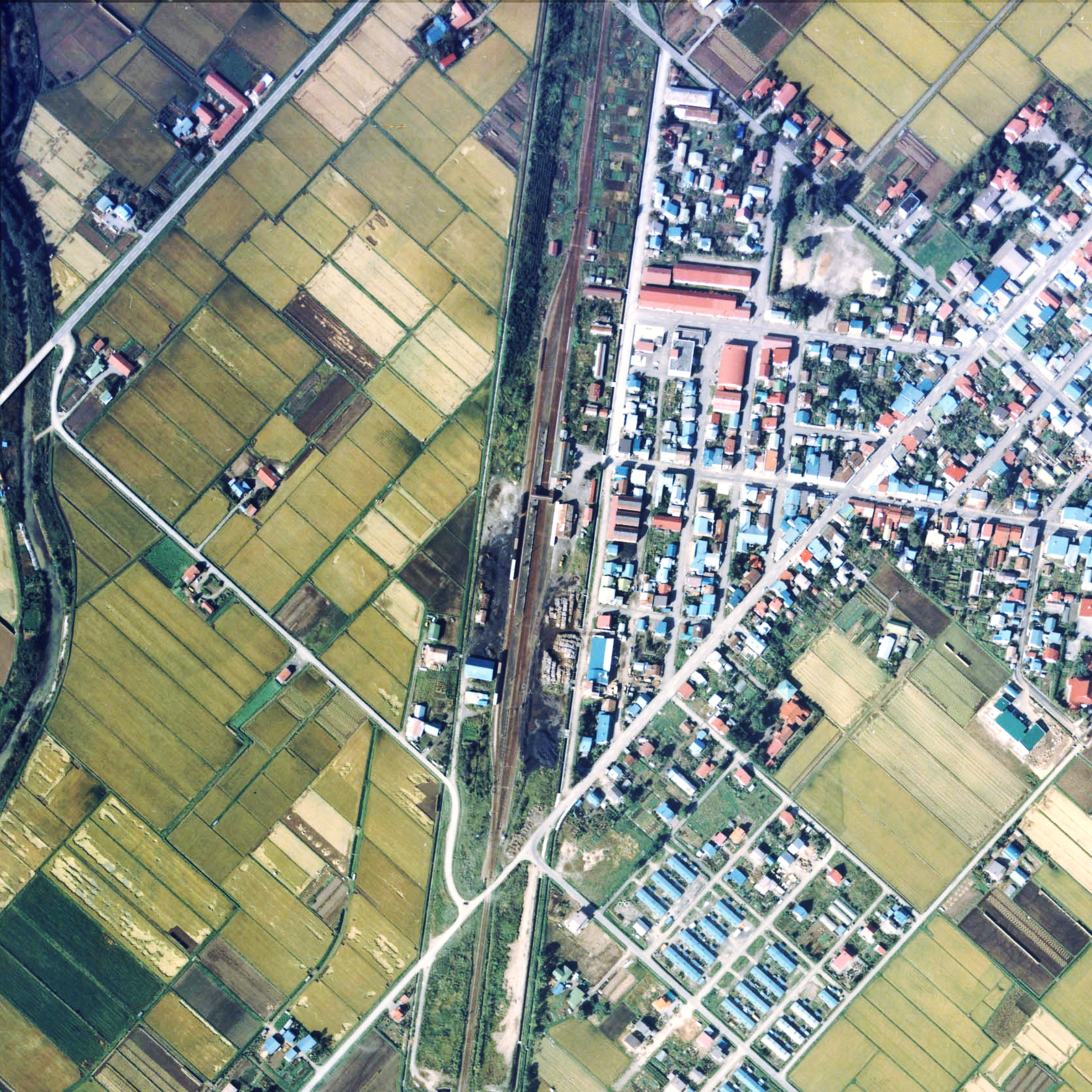
1977年の比布駅と周囲約750m範囲。上が名寄方面。国鉄型配線の千鳥式ホーム2面3線とその外側に貨物用副線1本、駅舎横の旭川側に貨物積卸場と引込み線及びストックヤード。駅裏にもストックヤードがある。木材と石炭が野積みされている。

- 1978年（昭和53年）12月1日：貨物取扱いが北旭川駅に集約され廃止[3][9]。
- 1980年（昭和55年）
  - 6月18日：「ピップエレキバン」のテレビCM撮影（後述）[9][8]。
  - 11月：構内転轍機・信号関係を電動化[9]。
- 1981年（昭和56年）7月28日：前述のCMに伴う観光ブームにより、同日より1か月間、鉄道弘済会の臨時売店を設置[9]。初代駅舎（1982年10月）
- 1982年（昭和57年）

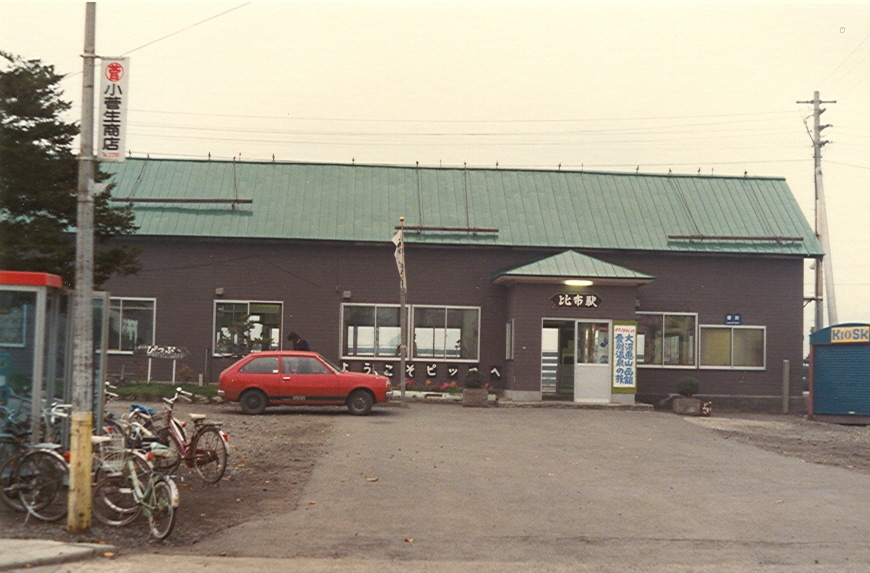
初代駅舎（1982年10月）

  - 5月：町費により駅前広場に観光案内看板を設置[9]。
  - 6月1日：同日より8月末まで、鉄道弘済会の臨時売店を設置[9]。
- 1983年（昭和58年）
  - 5月1日：記念入場券を販売[9]。
  - 6月18日：同日より9月末まで、鉄道弘済会の臨時売店を設置[9]。
  - 同年：全道花いっぱい運動で優秀賞受賞[9]。
- 1984年（昭和59年）
  - 2月1日：荷物取扱い廃止[3]。
  - 8月1日：町に対し、旭川鉄道管理局長名で同年11月1日付での当駅の無人化が示される[9]。
  - 11月10日：無人駅（簡易委託駅）化[10][9]。町内の時計店店主に駅舎内の乗車券発売を委託[4][11]。
- 1987年（昭和62年）
  - 4月1日：国鉄分割民営化により、北海道旅客鉄道（JR北海道）の駅となる。
  - 7月：前述の簡易委託の受託者が、駅舎旧事務室を借り受け改造し、町内初の喫茶店「ペペ」を開業[11][4]。
- 1990年（平成2年）秋：駅舎の外壁をこげ茶色から、町特産のいちごをイメージしたピンク色に塗装変更[4]。
- 1991年（平成3年）：駅前に町により「さわやかトイレ」建築[8]。
- 1993年（平成5年）
  - 4月：町により駅前に駐輪場オープン[8]。
  - 7月：町により駅前に地域ふれあい館「ブンブンハウス」開業[8]。ピンク色に塗られた初代駅舎（2004年）

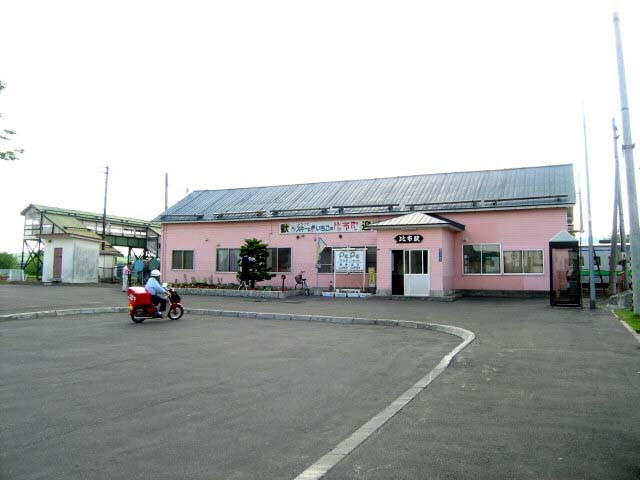
ピンク色に塗られた初代駅舎（2004年）

- 2010年（平成22年）6月：喫茶店「ペペ」閉店、簡易委託も終了し完全な無人駅となる[4][8]。
- 2015年（平成27年）
  - 6月19日：この日限りで初代駅舎の使用終了[6][8]。
  - 6月29日：初代駅舎取り壊し開始[8]。
  - 8月27日：新駅舎建築開始[8]。
- 2016年（平成28年）
  - 2月29日：新駅舎落成[8]。
  - 3月14日：新駅舎オープニングセレモニーを実施[8]。
  - 3月15日：新駅舎（現駅舎）供用開始（待合室部分のみ）[7][8]。
  - 4月1日：駅舎内交流スペース「ピピカフェ比布駅」オープン[8][12]。
  - 6月10日：駅前のキタコブシの木を倒木の危険から伐採。その後新たなシンボルツリーとしてモミの木を植樹[8]。
    - このキタコブシの木は鉄道開通時に線路敷地内にあったものを工事中に植え替えたという言い伝えがあり、当初は残すことも検討していた[8]。

  - 9月4日：駅前広場完成し、グランドオープンイベントを開催[13][新聞 1]。
    - この駅前広場の整備に際し、駅前の車寄せをイベント等に使う広場として転用した[8]。

  - 9月中旬：同年10月下旬にかけ、駐車場を拡張[14]。
- 2023年（令和5年）8月21日：「宗谷線アクションプラン」を踏まえた調査・実証事業の一環として、特急「宗谷」上下各1本の臨時停車を同日から9月3日までの14日間実施[JR北 1]。

### 駅名の由来
町名より。アイヌ語の、「ピピペッ（pipi-pet）」（石のごろごろしている・川）、あるいは「ピオプ」（pi-o-p）」（石の・多い・ところ）の転訛と考えられる。現存するJR線の駅で唯一、半濁音で始まる名称である。

### テレビコマーシャルへの起用
当駅はその名前から1980年（昭和55年）に藤本株式会社（現：ピップ）が製造する家庭用磁気治療器「ピップエレキバン」のテレビコマーシャルに起用された。
起用のきっかけは、前年の1979年（昭和54年）に、旅行中の本州の大学生3人が当駅を見かけ、藤本に対して署名運動などを通じてCM起用を訴えたことであった。
撮影は1980年（昭和55年）6月18日に行われ、女優の樹木希林と横矢勲（当時の藤本会長）が出演した。内容は、2人がホームに立ち、横矢が「ぴっぷ」と言いかけたとたんに急行列車が通過、最後は横矢が「僕、北比布」、樹木が「そんじゃあ、私は南比布だもん」と、当時両隣にあった駅を指して両方向に歩き出していく、というものであった。
放映開始後は当駅への訪問がブームとなり、入場券が1日1,000枚売れた日もあった。
2015年（平成27年）には当駅の改築に合わせ、比布町がこのCMをまねた町のPR動画を公開した。

## 駅構造
稚内方に向かって右手に駅舎を設けた相対式2面2線の地上駅で、高速化工事によって駅舎反対側の2番線（旧下り本線）を本線、駅舎側の1番線（旧上り本線）を副本線とする一線スルー構造となっている。一線スルー構造になる前は、1993年（平成5年）の時点で、現在の2番線ホームが島式ホームであり、当駅始発の旭川方面の列車が使用する3番線となっていた（2面3線）。ホーム間の移動は跨線橋を使う。
現駅舎は、前述のように2016年（平成28年）に比布町によって建て替えられたもので、木造平屋建てである。
駅舎内部は待合室のほか、喫茶店「ピピカフェ比布駅」や土産物の売店が入居する。駅舎正面の看板・ホーム側の看板は旧駅舎が掲げていたものを引き継いでいる。

### のりば
| 番線 | 路線      | 方向 | 行先               |
| ---- | --------- | ---- | ------------------ |
| 1・2 | ■宗谷本線 | 上り | 旭川方面           |
| 1・2 | ■宗谷本線 | 下り | 名寄・音威子府方面 |

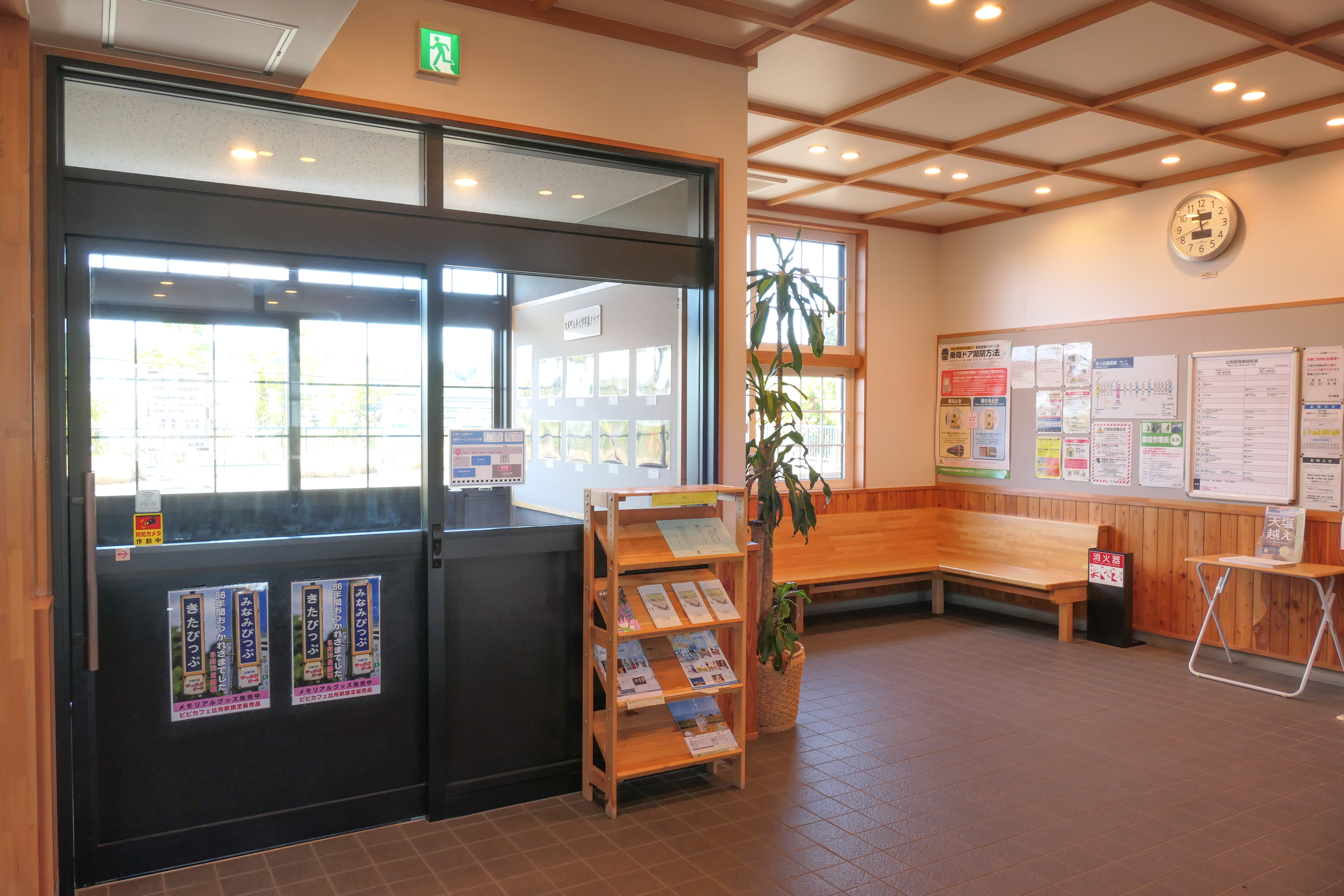
待合室（2021年9月）
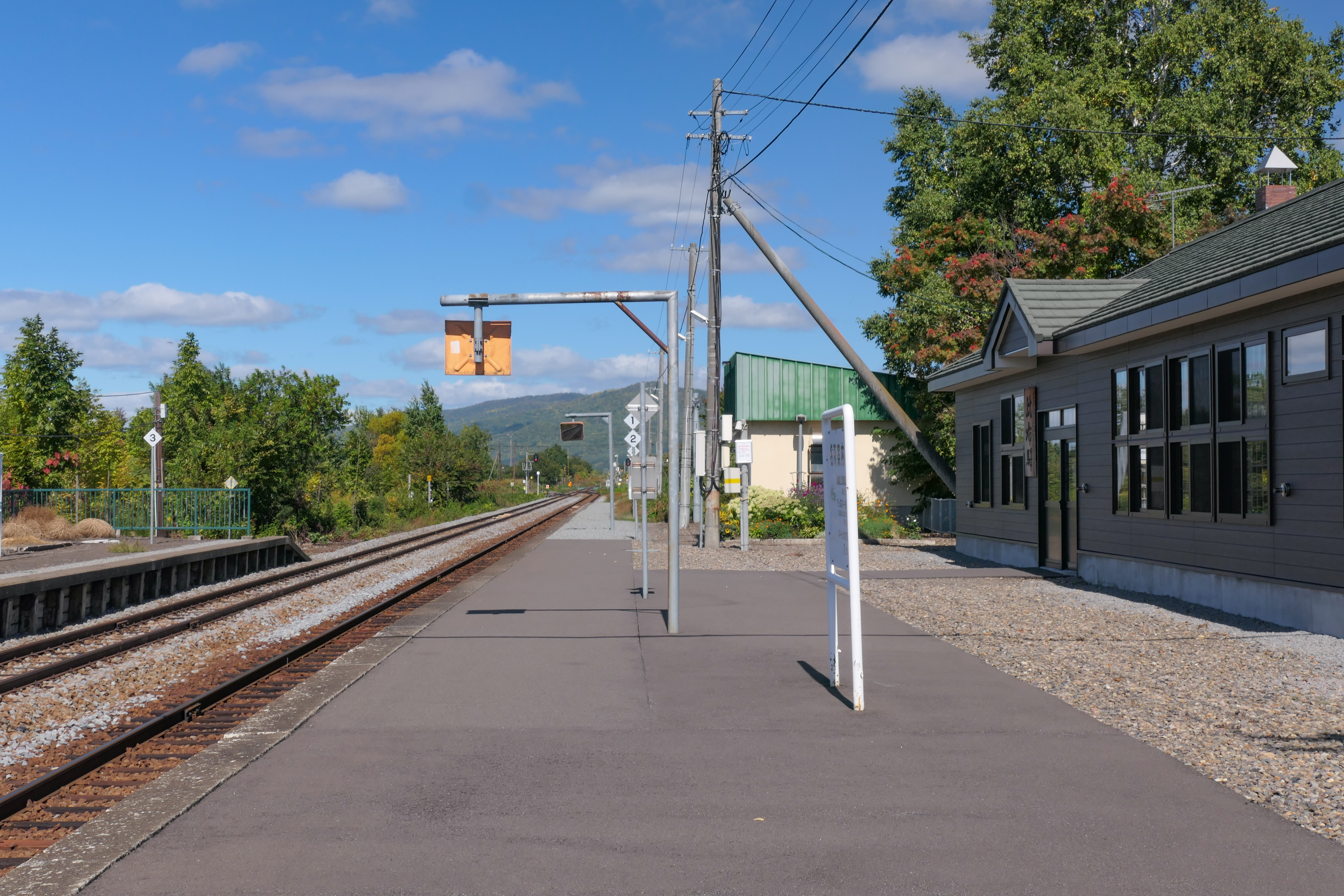
1番線ホーム（2021年9月）
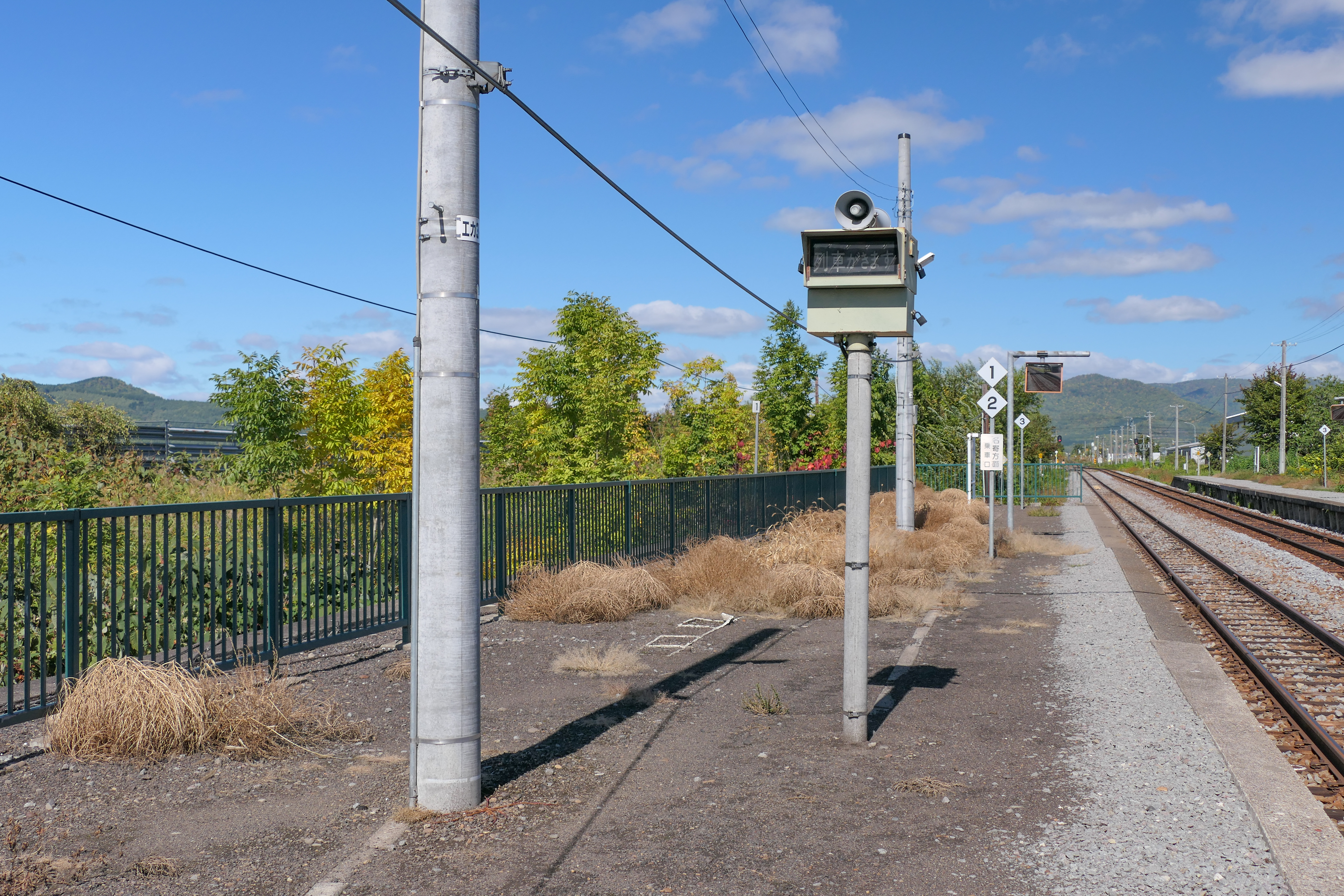
2番線ホーム（2021年9月）
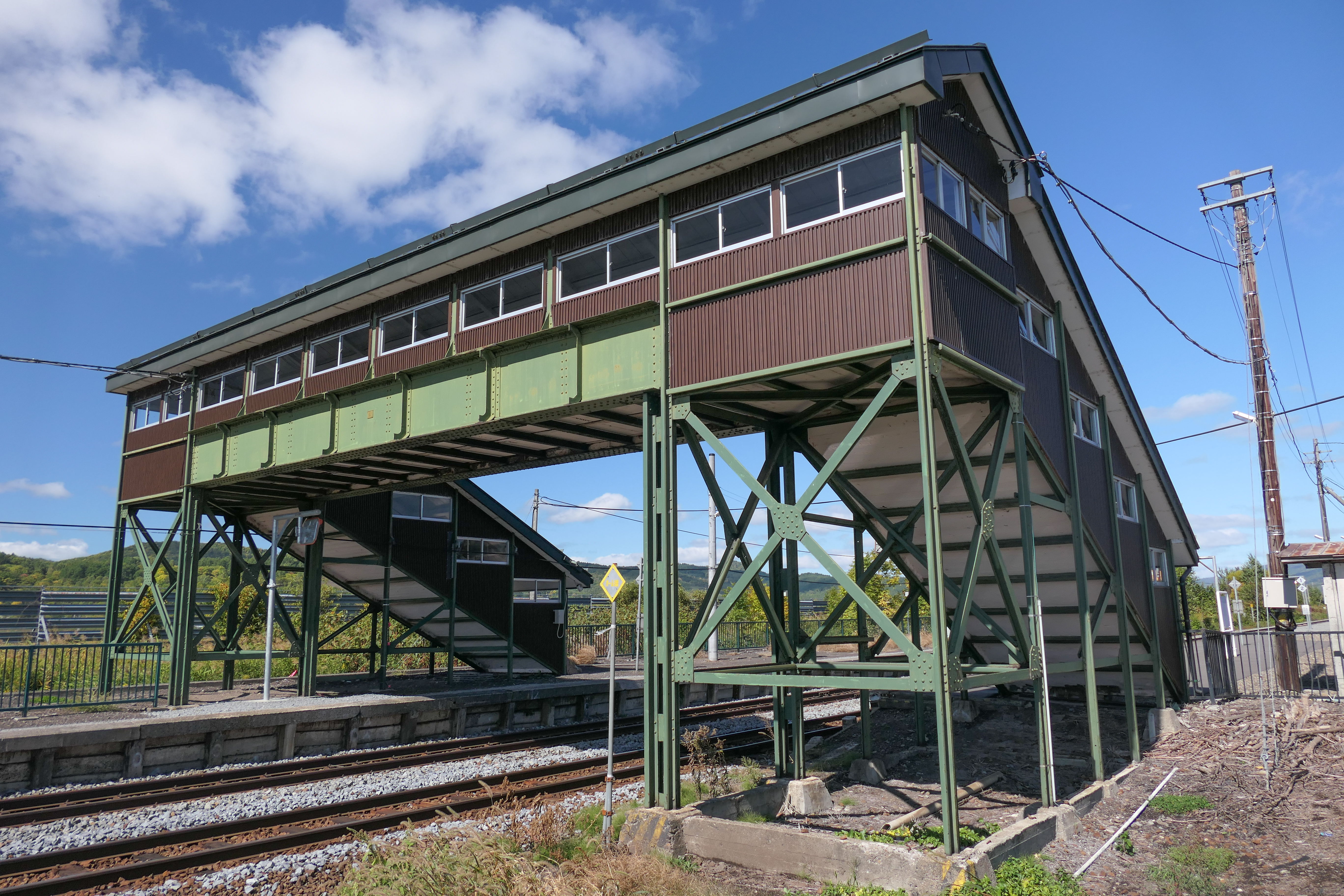
跨線橋（2021年9月）
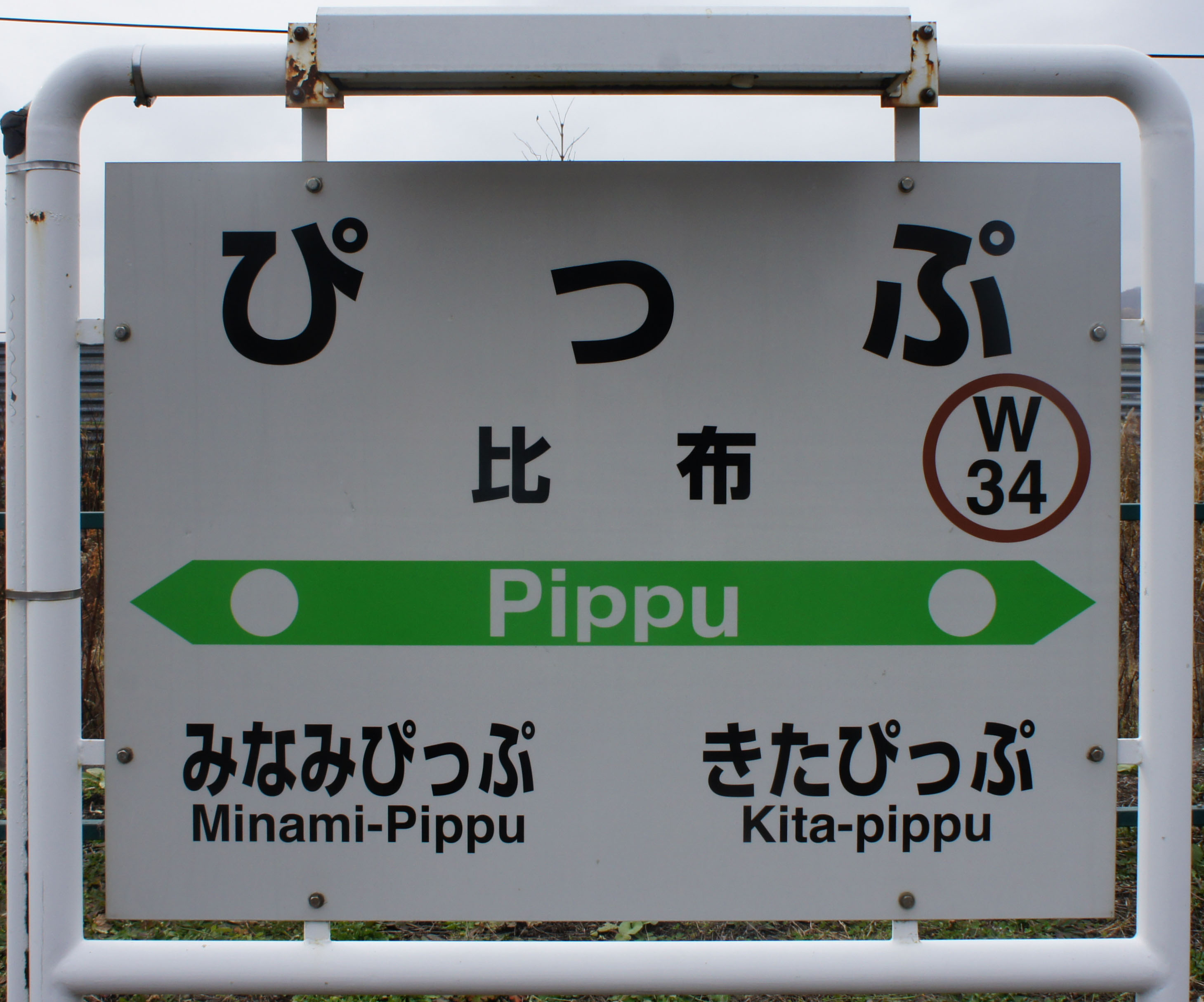
駅名標（2017年10月）
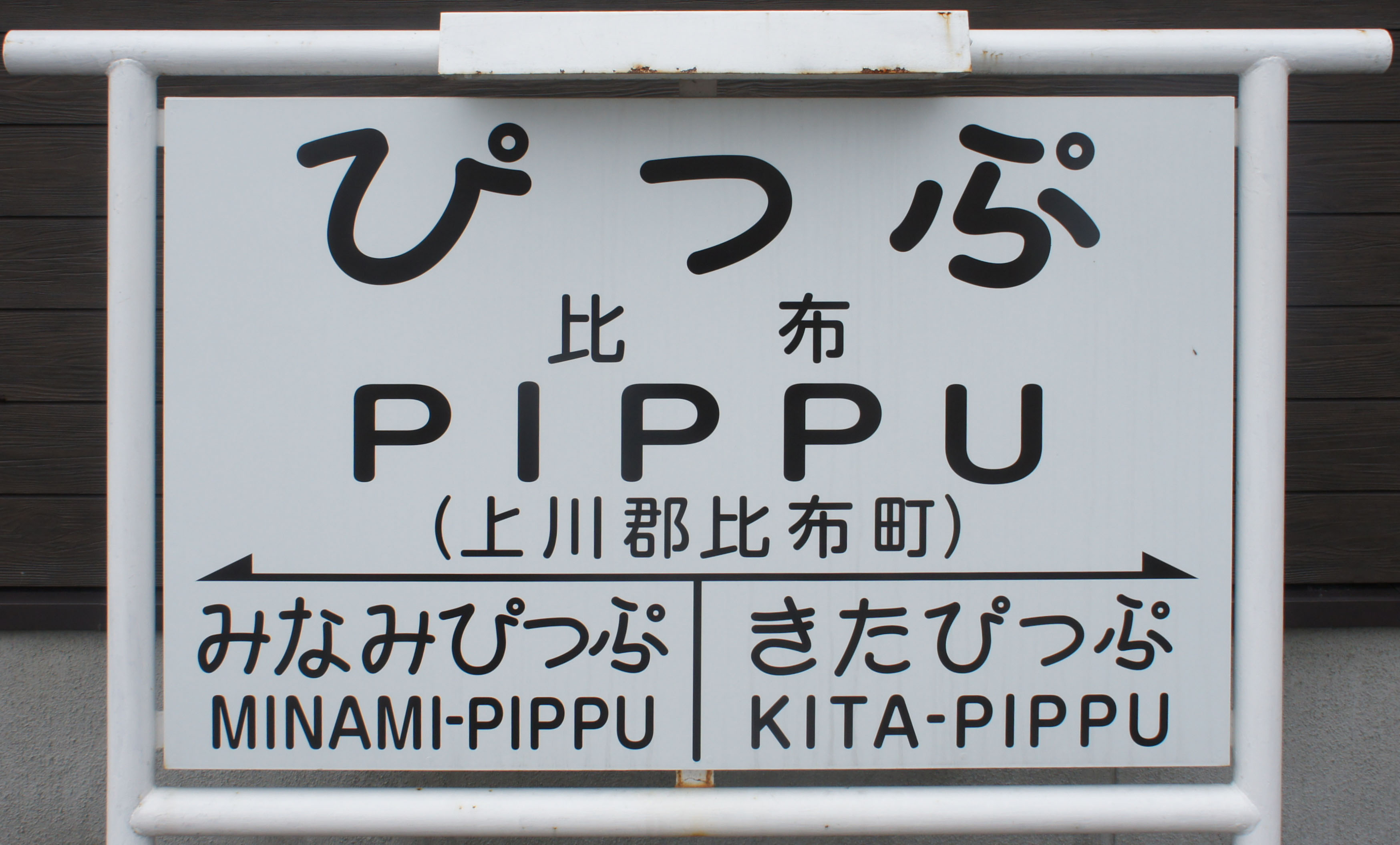
現駅舎に展示される国鉄時代の駅名標のレプリカ（2017年10月）

## 利用状況
乗車人員の推移は以下のとおり。年間の値のみ判明している年については、当該年度の日数で除した値を括弧書きで1日平均欄に示す。乗降人員のみが判明している場合は、1/2した値を括弧書きで記した。
また、「JR調査」については、当該の年度を最終年とする過去5年間の各調査日における平均である。
| 年度               | 乗車人員 | 乗車人員 | 乗車人員 | 出典       | 備考                  |
| 年度               | 年間     | 1日平均  | JR調査   | 出典       | 備考                  |
| ------------------ | -------- | -------- | -------- | ---------- | --------------------- |
| 1962年（昭和37年） |          | 989      |          | [ 5 ]      | 同年12月末現在の数値  |
| 1969年（昭和44年） | 203,244  | (556.8)  |          | [ 9 ]      |                       |
| 1970年（昭和45年） | 215,202  | (589.6)  |          | [ 9 ]      |                       |
| 1971年（昭和46年） | 201,746  | (551.2)  |          | [ 9 ]      |                       |
| 1972年（昭和47年） | 193,839  | (531.1)  |          | [ 9 ]      |                       |
| 1973年（昭和48年） | 185,859  | (509.2)  |          | [ 9 ]      |                       |
| 1974年（昭和49年） | 185,931  | (509.4)  |          | [ 9 ]      |                       |
| 1975年（昭和50年） | 171,856  | (469.6)  |          | [ 9 ]      |                       |
| 1976年（昭和51年） | 172,884  | (473.7)  |          | [ 9 ]      |                       |
| 1977年（昭和52年） | 161,688  | (443.0)  |          | [ 9 ]      |                       |
| 1978年（昭和53年） | 150,793  | (413.1)  |          | [ 9 ]      |                       |
| 1979年（昭和54年） | 146,989  | (401.6)  |          | [ 9 ]      |                       |
| 1980年（昭和55年） | 152,500  | (417.8)  |          | [ 9 ]      |                       |
| 1981年（昭和56年） | 144,884  | (396.9)  |          | [ 9 ]      |                       |
| 1982年（昭和57年） | 131,473  | (360.2)  |          | [ 9 ]      |                       |
| 1983年（昭和58年） | 121,825  | (332.9)  |          | [ 9 ]      |                       |
| 1992年（平成04年） |          | (270.0)  |          | [ 2 ]      | 一日平均乗降客数：570 |
| 2017年（平成29年） |          |          | 112.4    | [ JR北 2 ] |                       |
| 2019年（令和元年） |          |          | 101.0    | [ JR北 3 ] |                       |
| 2023年（令和05年） |          |          | 77.6     | [ JR北 1 ] |                       |

## 駅周辺
比布町の中心駅。街の機能がそろう。
- 国道40号・北海道道390号比布停車場線
- 比布町役場
- 旭川中央警察署比布駐在所
- 比布郵便局
- 旭川信用金庫比布支店
- 比布町農業協同組合（JAぴっぷ町）
- 地域ふれあい館「ブンブンハウス」（休憩・宿泊施設）
- 北海道上川農業試験場
- 百年記念公園
- 比布神社
- 道北バス「比布」バス停

## 隣の駅
北海道旅客鉄道（JR北海道）
■宗谷本線
「なよろ」停車駅
■普通
永山駅 (W31) - *北永山駅 (W32) - **南比布駅 (W33) - 比布駅 (W34) - **北比布駅 (W35) - 蘭留駅 (W36)
*一部列車は北永山駅を通過する。
**打消線は廃駅